# Lespesia pilatei
Lespesia pilatei är en tvåvingeart som först beskrevs av Daniel William Coquillett 1897.  Lespesia pilatei ingår i släktet Lespesia och familjen parasitflugor. Inga underarter finns listade i Catalogue of Life.